# Norbert Kilian
Norbert Kilian (1957) is een Duitse botanicus.
In 1988 studeerde hij af in de biologie aan de Freie Universität Berlin. In 1996 promoveerde hij aan deze universiteit.
Sinds 1993 is Kilian wetenschappelijk medewerker bij de Botanischer Garten und Botanisches Museum Berlin-Dahlem (BGBM). Hier is hij hoofd van de afdeling 'bibliotheek en wetenschappelijke publicaties'. Hij is redacteur van het tijdschrift Willdenowia en coördinator van het tijdschrift Englera. Tevens is Kilian conservator van de archieven en de bijzondere collecties. Ook houdt hij zich bezig met zaadplanten in de botanische tuin.
Kilian houdt zich bezig met wetenschappelijk onderzoek naar de systematiek inclusief de taxonomie en biogeografie van de composietenfamilie (Compositae). Hierbij richt hij zich vooral op Compositae-soorten van het Arabisch Schiereiland en Socotra, de moleculaire systematiek van het geslacht Launaea, de moleculaire en morfologische systematiek van Cichorieae subtribus Lactucinae en de fylogenie van Cichorieae. Hij schrijft mee aan de informatie over Cichorieae in de Flora of China en in de Flora von Istrien. Daarnaast doet hij onderzoek naar de fytodiversiteit en de plantengeografie van het zuidelijke Arabisch Schiereiland en Socotra.
Kilian is lid van diverse wetenschappelijke organisaties waaronder de International Association for Plant Taxonomy (IAPT) en de Gesellschaft für Biologische Systematik (GfBS). Hij is (mede)auteur van meer dan tweehonderd botanische namen.